# NGC 1740
NGC 1740 est une galaxie lenticulaire située dans la constellation d'Orion. NGC 1740 a été découvert par l'astronome britannique John Herschel en 1830.

## Caractéristiques
Sa vitesse par rapport au fond diffus cosmologique est de 4 117 ± 28 km/s, ce qui correspond à une distance de Hubble de 60,7 ± 4,3 Mpc (∼198 millions d'al).
À ce jour, une mesure non basée sur le décalage vers le rouge (redshift) donne une distance d'environ 59,000 Mpc (∼192 millions d'al). Cette valeur est à l'intérieur des valeurs de la distance de Hubble.